# Radiomodélisme
Le radiomodélisme  est une partie du modélisme qui s’intéresse aux modèles dynamiques. Ces modèles sont équipés de moteurs électriques ou thermiques et commandés par une radio-télécommande.